# Envydust
Envydust — бразильський металкор-колектив, заснований 2003 року в Сан-Паулу. Колектив виконує пісні португальською мовою та суміщує риси транскор, металкору, хардкор-панку та емо-музики.
За роки існування гурт видав 3 студійні альбоми та 5 синглів. Основної популярності гурту додали сингли: «O lado frio da verdade», «Por não entender», «Infecta» та «Meu lugar».

## Учасники

### Поточний склад
- Макс Мачадо — (вокал)
- Феліпе Баррос — (акумулятор)
- Shelka — (гітара)
- Че Ромаро — (бас)
- Даніель W. — (Синтезатор, семпли)

### Колишні учасники
- Рафаель Бжар — (гітара)
- Цезар — (гітара)
- Боб — (скрипка)

## Дискографія

### Студійні альбоми
- 2005 — Quando Estar Vivo Não Basta
- 2008 — Um (Envydust)
- 2009 — (Envydust)

### Сингли
- «Meu Lugar»
- «Infecta»
- «Do Arranha Céu»
- «O Leilão Do Lote 77»
- «Apresenta Ele»

### Відеокліпи
| Рік  | Назва                    |
| ---- | ------------------------ |
| 2005 | «O lado frio da verdade» |
| 2005 | «Por não entender»       |
| 2008 | «Senhoras e senhores»    |
| 2009 | «Meu lugar»              |